# Publicis Sapient
Publicis Sapient ist ein Beratungsunternehmen für Digitale Business Transformation. Frühere Namen der Firma sind unter anderem SapientNitro, SapientRazorfish, Publicis.Sapient. Weltweit beschäftigt Publicis Sapient rund 20.000 Mitarbeiter an 53 Standorten. Seit Februar 2019 zeichnet Nigel Vaz als globaler CEO verantwortlich.

## Struktur
Sapient wurde im Februar 2015 von der Publicis Groupe übernommen.
Im Februar 2017 ging Publicis Sapient aus dem Zusammenschluss der Unternehmen SapientRazorfish und Sapient Consulting hervor. Unter die Marke Sapient Consulting fielen auch die Einheiten Sapient Global Markets, Sapient Healthcare und Sapient Government Services, wobei die beiden Letztgenannten nur in Nordamerika aktiv sind.
Im deutschsprachigen Raum ist Publicis Sapient in München, Köln, Frankfurt, Düsseldorf, Berlin und Zürich vertreten.

## Geschichte
Am 6. November 1990 gründeten Jerry Greenberg und J. Stuart Moore das Unternehmen Sapient. Die Gründer hatten sich zuvor beim Beratungsunternehmen Cambridge Technology Group kennengelernt. Sie missachteten die im Beratungsgeschäft übliche Praxis, Projekte nach Aufwand abzurechnen, die häufig zu Budgetüberschreitung führte. Angeboten wurden Projekte mit einem festen Umsetzungszeitraum zu einem vorher festgelegten Budget (das sogenannte „Fixed-Time Fixed-Price Modell“) – damals ein neuer Ansatz in der IT-Beratungsbranche. In den ersten Jahren entwickelte Sapient vornehmlich Client-Server-Anwendungen, die damals zunehmend die in Großunternehmen vorherrschenden Großrechnerarchitekturen ersetzten.
Der staatliche Energieversorger von New Jersey PSE&G beauftragte Sapient 1994 mit dem Aufbau eines Funknetzes, das den Lkw-Fuhrpark des Versorgers online mit dessen Datenbanken verbinden sollte. Am Ende des Projektes war das zu dieser Zeit weltweit größte drahtlose Datennetz entstanden.
Ebenfalls 1994 engagierte sich Sapient zum ersten Mal im Internetgeschäft. Durch die massive Verbreitung der Internettechnologie wuchs Sapient bis zum Jahre 2000 stark – der Börsengang folgte im Jahr 1996. In dieser Zeit erwarb man fünf weitere Unternehmen.
Eines der frühen Internet-Engagements des Unternehmens war die Programmierung des ersten Internet-Banking-Tools, mit dem Kunden rund um die Uhr auf ihre Daten zugreifen konnten.
Im Jahr 1997 wurde das Londoner Büro eröffnet. Die deutsche Niederlassung wurde Ende 2000 durch einen Zusammenschluss mit dem von Christian Oversohl mitgegründeten Beratungsunternehmen The Launch Group gegründet.
In den Jahren 2005 und 2006 hat Sapient die Unternehmen BIS (Business Intelligence Systems) und PGI (Planning Group International) akquiriert, um seine Stellung in den Bereichen SAP-Beratung, respektive Interactive Marketing weiter auszubauen.
2009 wurde die Nitro Group gekauft und 2011 die Kölner Agentur Clanmo übernommen. Mit dem Kauf von DAD hat SapientNitro seine Servicepalette im Direktmarketing erweitert. Seit 2013 ist SapientNitro auch in Lateinamerika vertreten.
2015 übernahm die französische Werbeholding Publicis das internationale Digitalnetzwerk Sapient für fast drei Milliarden Euro. SapientNitro und Sapient Consulting wurden zusammen mit den Schwesteragenturen Razorfish und DigitasLBi unter dem neuen Publicis.Sapient Dach zusammengeführt.
Im Jahr 2016 fusionierte Publicis die beiden Digitalagenturen Razorfish und SapientNitro zu SapientRazorfish.
Seit 2019 ist das Beratungsunternehmen nur noch als Publicis Sapient am Markt aktiv. SapientRazorfish und Sapient Consulting wurden unter der Dachmarke zusammengeführt.

## Kunden
Publicis Sapient ist für Kunden aus den Branchen Konsumgüter, Energie & Rohstoffe, Finanzdienstleistungen, Gesundheit, Einzelhandel, Telekommunikation, Medien & Technologie, Transport & Mobilität, Reisen & Gastgewerbe sowie dem öffentlichen Sektor tätig.